# Sagraea woodsii
Sagraea woodsii är en tvåhjärtbladig växtart som först beskrevs av Walter Stephen Judd och James Dan Skean, och fick sitt nu gällande namn av Brother Alain. Sagraea woodsii ingår i släktet Sagraea och familjen Melastomataceae. Inga underarter finns listade i Catalogue of Life.